# Wenzel Wenhart
Wenzel Wenhart (24. září 1834 Stará Huť  u Hodňova – 13. listopadu 1912 Steyr), byl rakouský pedagog a básník

## Život
Wenzel Wenhart se narodil 24. září 1834 v osadě Stará Huť (Althütten) u Horní Plané. Po smrti otce Johanna Wenharta přišel do Lince, kde studovat dva roky na tamějším reálném gymnáziu. Další dva roky navštěvoval pedagogický kurz. V roce 1853 se stal podučitelem v rakouském Diersbachu. Po půlroce působil v Enzenskirchenu a po roce zakotvil natrvalo v Aichetu na předměstí Steyru. Zde nalézá svůj druhý domov a 13. listopadu 1912 zde i umírá.
Wenzel Wenhart je autorem několika básnických sbírek. V roce 1869 vydal ve Styeru básnickou sbírku Bilder aus Steyr und Umgebung, roku 1875 pak ve Vídni Efeuranken - Lieder und Sonete (Snítky břečťanu - Písně a znělky) a následně v Linci roku 1878 Sinngrün - eine poetische Spende für Schule und Haus (Zelené smysly - básnický dárek pro školu a dům).